# آیسلتون (کالیفرنیا)
آیسلتون (به انگلیسی: Isleton) شهری در شهرستان ساکرامنتو، کالیفرنیا ایالت کالیفرنیا است که در سرشماری سال ۲۰۱۰ میلادی، ۸۰۴ نفر جمعیت داشته است.